# 1606.
◄ | 16. stoljeće | 17. stoljeće | 18. stoljeće | ►
◄ | 1570-ih | 1580-ih | 1590-ih | 1600-ih | 1610-ih | 1620-ih | 1630-ih | ►
◄◄ | ◄ | 1603. | 1604. | 1605. | 1606. | 1607. | 1608. | 1609. | ► | ►►
Arhitektura • Astronomija • Glazba • Kazalište • Kiparstvo • Knjige • Književnost • Kršćanstvo • Medicina • Politika • Pravo • Promet • Slikarstvo • Znanost

## Događaji
- 11. studenog potpisan je Žitvanski mir.

## Rođenja
- 15. srpnja – Rembrandt

## Vanjske poveznice
|  | Zajednički poslužitelj ima još gradiva o temi 1606. |